# Giovanni Durando

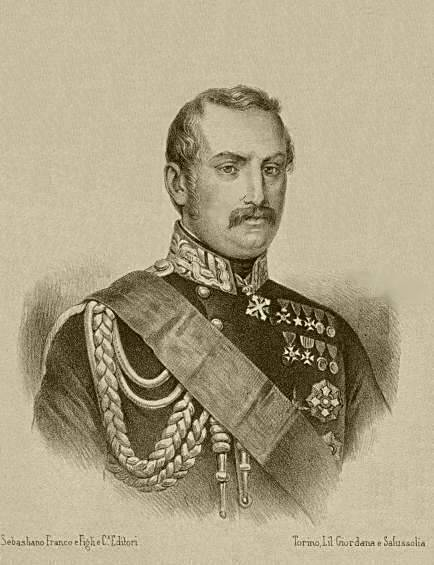
Giovanni Durando

Giovanni Durando (* 23. Juni 1804 in Mondovì; † 27. Mai 1869 in Florenz) war ein italienischer Generalleutnant und Bruder von Giacomo Durando und Marcantonio Durando.
Er focht für die liberale Sache 1833–42 in Portugal und Spanien und befehligte 1848 die päpstlichen Truppen. Er widersetzte sich im ersten Unabhängigkeitskrieg Italiens den Befehlen von Papst Pius IX. zur Neutralität und besetzte mit dem päpstlichen Korps die Stadt Vicenza, um die rückwärtigen Verbindungen der Österreicher zu blockieren.
Am 9. Juni 1848 marschierte das Gros des kaiserlichen Heeres unter Radetzky von Verona nach Vicenza, brachte die Stadt in seine Hände und zwang Durandos Truppen am 10. Juni zur Kapitulation. Der Papst hatte bereits weitere Kampfhandlungen gegen Österreich untersagt.
Im Sardinischen Krieg (1859) führte er eine der fünf Divisionen des Königreichs Sardinien in der Schlacht bei Solferino.
Sein Bruder Giacomo Durando war ebenfalls General und wurde 1862 Außenminister im Kabinett Rattazzi I (vom März bis Dezember 1862). Im Juni 1866 kämpfte Giovanni als Kommandierender General des I. Corps bei der Mincio-Armee des General Alfonso La Marmora in der Schlacht bei Custozza gegen die Österreicher.